# Капрара (Пескара)
Капрара (итал. Caprara) је насеље у Италији у округу Пескара, региону Абруцо.
Према процени из 2011. у насељу је живело 56 становника. Насеље се налази на надморској висини од 143 м.